# 布里丁冰原島峰
77°4′S 142°28′W / 77.067°S 142.467°W
布里丁冰原島峰（英語：Breeding Nunatak）是南極洲的冰原島峰，位於瑪麗伯德地，屬於福特山脈的一部分，處於阿拉格尼山脈東北面19公里，美國地質調查局根據測量和該國海軍的空中照片繪入地圖。